# Gabriel Sargissian
Gabriel Sargissian é um jogador de xadrez da Armênia com participação nas Olimpíadas de xadrez de 2000 a 2014. Sargissian conquistou três medalhas de ouro ( Turim (2006, Dresden 2008 e Istambul 2012) e duas de bronze (Bled 2002 e Calviá 2004). Individualmente, seu melhor resultado foi a medalha de ouro em 2008 jogando no terceiro tabuleiro.